# 대곡역 (고양)
대곡역(大谷驛, Daegok station)은 수도권 전철 3호선, 수도권 전철 경의·중앙선, 수도권 전철 서해선, 수도권 광역급행철도 A노선의 전철역이며 교외선의 철도역이다. 수도권 전철 3호선은 도촌천 하저터널로 백석역과 연결된다. 수도권 전철 3호선은 이 역만 지상 구간이다. 수도권 전철 서해선은 심야에 3편성이 주박한다.

## 역명 유래
고양시 덕양구 대장동(大莊洞)과 내곡동(內谷洞)의 경계 지점에 있어 역명 결정 과정에 논란이 일자, 두 동명에서 한 글자씩 조합하여 '대곡'으로 역명이 결정되었다.

## 역사
- 1996년 1월 30일 : 일산선 개통과 함께 보통역으로 영업 개시[3]
- 2004년 4월 1일 : 교외선 여객 취급 중단
- 2005년 : 그룹대표역 지정
- 2005년 5월 : 일산선, 교외선 간 환승통로 폐쇄
- 2008년 3월 : 교외선 선로이설과 함께 승강장 철거
- 2009년 7월 1일 : 수도권 전철 경의선 개통과 함께 수도권 전철의 환승역이 되면서 서울 기점이 18.0 km에서 18.2 km로 변경[4]
- 2013년 3월 4일 : 경의선 대곡발 공덕급행 신설
- 2013년 10월 3일 : 경의선 대곡발 공덕급행 주말 및 공휴일로 운행 확대
- 2013년 12월 16일 : 동절기 에너지 절약과 함께 경의선 대곡발 공덕급행 운행 중단
- 2014년 3월 1일 : 경의선 대곡발 공덕급행 운행 재개
- 2014년 12월 27일 : 원흥역 개통과 함께 일산선 역번이 315에서 314로 감소됨
- 2015년 12월 22일 : 수도권 전철 서해선(대곡-소사선) 착공[5]
- 2023년 7월 1일 : 수도권 전철 서해선 개통.
- 2023년 8월 26일 : 수도권 전철 서해선 일산 ~ 대곡 구간 연장 개통. 일부 전동열차 시종착.
- 2024년 12월 28일: 수도권 광역급행철도 A노선 개통
- 2025년 1월 11일: 교외선 재개통
- 2026년 3월 31일: 대곡~홍성 서해선 KTX 개통 예정

## 역 구조 및 특징
일산선 개통과 함께 영업을 개시한 역으로, 당초부터 일산선 역 신설과 함께 경의선 측도 건설되었다. 수도권 전철 경의·중앙선의 역은 기존 일산선 역에 연결되는 형태로 건설되어 출입구와 대합실 일부를 공유하며, 독자적인 출입구는 설치되어 있지 않다.
개찰구는 지상 2층 일산선 측에 위치하며 지상 2층에 수도권 전철 경의·중앙선과 연결되는 환승 통로가 있다. 승강장은 일산선 역이 지상 3층, 경의·중앙선 역이 지상 1층에 있으며 수도권 전철 서해선 역도 승강장을 공유한다.
일산선, 경의선, 교외선 등이 교차하나 실제 경의선과 교외선의 분기역은 능곡역이다. 일산선은 고가로 통과하기 때문에 삼각선 등의 연결 선로가 존재하지 않고, 교류 방식인 한국철도공사 관할의 타 전철화 노선과 달리 서울 지하철 3호선과의 직결을 위해 전력 공급을 직류로 받는다. 결정적으로 일산선은 우측통행이기 때문에, 일산선-경의선-교외선 상호 간 직접적 연계는 사실상 불가능하다.
2009년 경의선 전철이 개통하기 이전에 통근열차가 대곡역에 정차했다. 당시에는 일산선 대합실에서 경의선 승강장을 잇는 통로가 있었지만, 지금은 사용하지 않는 대신 일산선과 수도권 전철 경의·중앙선을 연결하는 환승 통로로 대체됐다. 다만 기존 환승 통로보다 지나치게 우회하여 문제의 소지가 많다는 특징이 있다.

### 3호선 승강장
2면 2선의 상대식 승강장을 갖춘 지상 고가역으로, 스크린도어가 설치되어 있다.
| 백석 ↑ |
| \| １  |
| ↓ 화정 |

| 1 | ● 수도권 전철 3호선 | 백석 · 정발산 · 주엽 · 대화 방면   |
| 2 | ● 수도권 전철 3호선 | 구파발 · 충무로 · 수서 · 오금 방면 |

### 경의·중앙선, 서해선 광역전철 승강장
2면 4선의 쌍섬식 승강장을 가진 지상역으로, 현재 두 노선 승강장에 모두 스크린도어가 설치되어 있다. 출구는 5개가 있다. 서해선 승강장쪽은  통근형 전동차를 비롯해서, KTX-이음 열차도 정차할 수 있도록 다중 슬라이드형 안전문이 설치되었다.
| ↑ 능곡          |
| １２ \| ３４ \| |
| 곡산 ↓          |

| 1 | ● 수도권 전철 경의·중앙선 | 행신 · 수색 · 신촌 · 서울역 · 덕소 · 용문 · 지평 방면 |
| 2 | ● 수도권 전철 서해선      | 소사 · 시흥시청 · 초지 · 원시 방면                    |
| 3 | ● 수도권 전철 서해선      | 일산 방면                                             |
| 4 | ● 수도권 전철 경의·중앙선 | 일산 · 문산 방면                                      |

### 수도권 광역급행철도 A노선 승강장
| ↑ 킨텍스 |
| \| 하    |
| 연신내 ↓ |

| 상 | ● 수도권 광역급행철도 A노선 | 킨텍스 · 운정중앙 방면 |
| 하 | ● 수도권 광역급행철도 A노선 | 서울역 방면            |

### 교외선
| ↑ 원릉    |
| １ \|     |
| 시.종착 ↓ |

| 1 | 교외선 | 무궁화호 | 의정부 방면 |

## 역 주변
| 나가는 곳 | 방면                                     |
| --------- | ---------------------------------------- |
| 1         | 대림아파트, 양우아파트                   |
| 2         | 일산신도시·백석·대화                     |
| 3         | 서울·원당·화정, 백석역                   |
| 4         | 일산신도시, 백석, 대화                   |
| 5         | 갈머리, 한국수자원공사, 고양대곡초등학교 |
| 6         | 고양대곡초등학교, 임시주차장             |
| 7         | 임시주차장                               |
| 8         | 대장동                                   |

## 사진

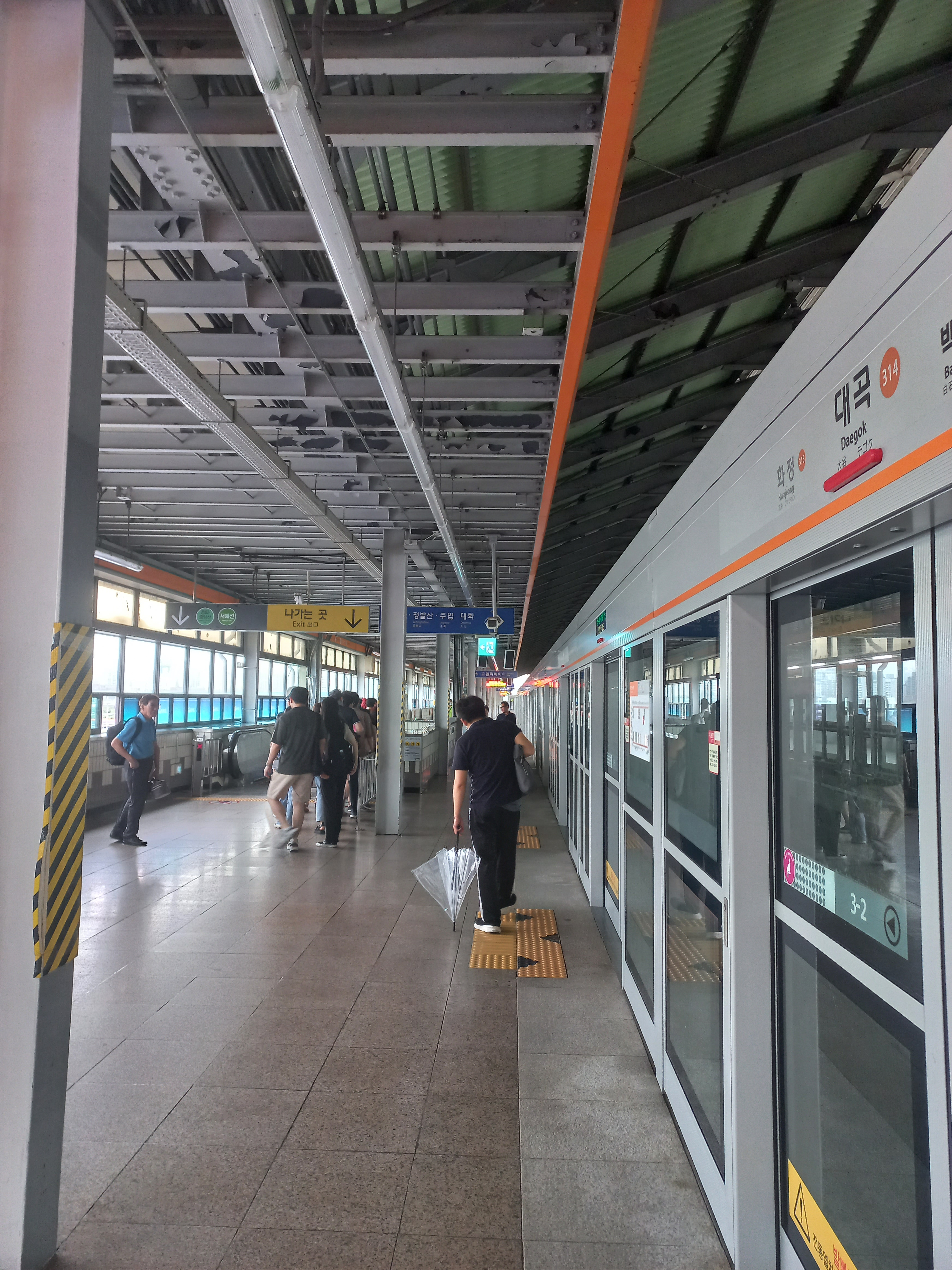
일산선 승강장
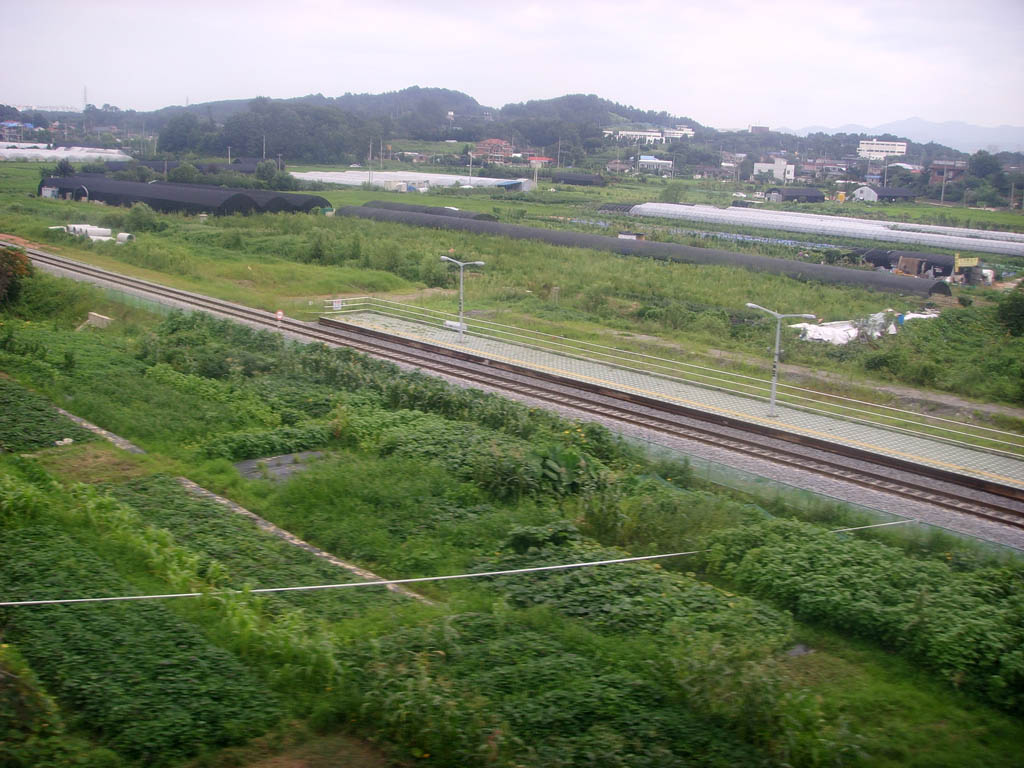
구 경의선 승강장
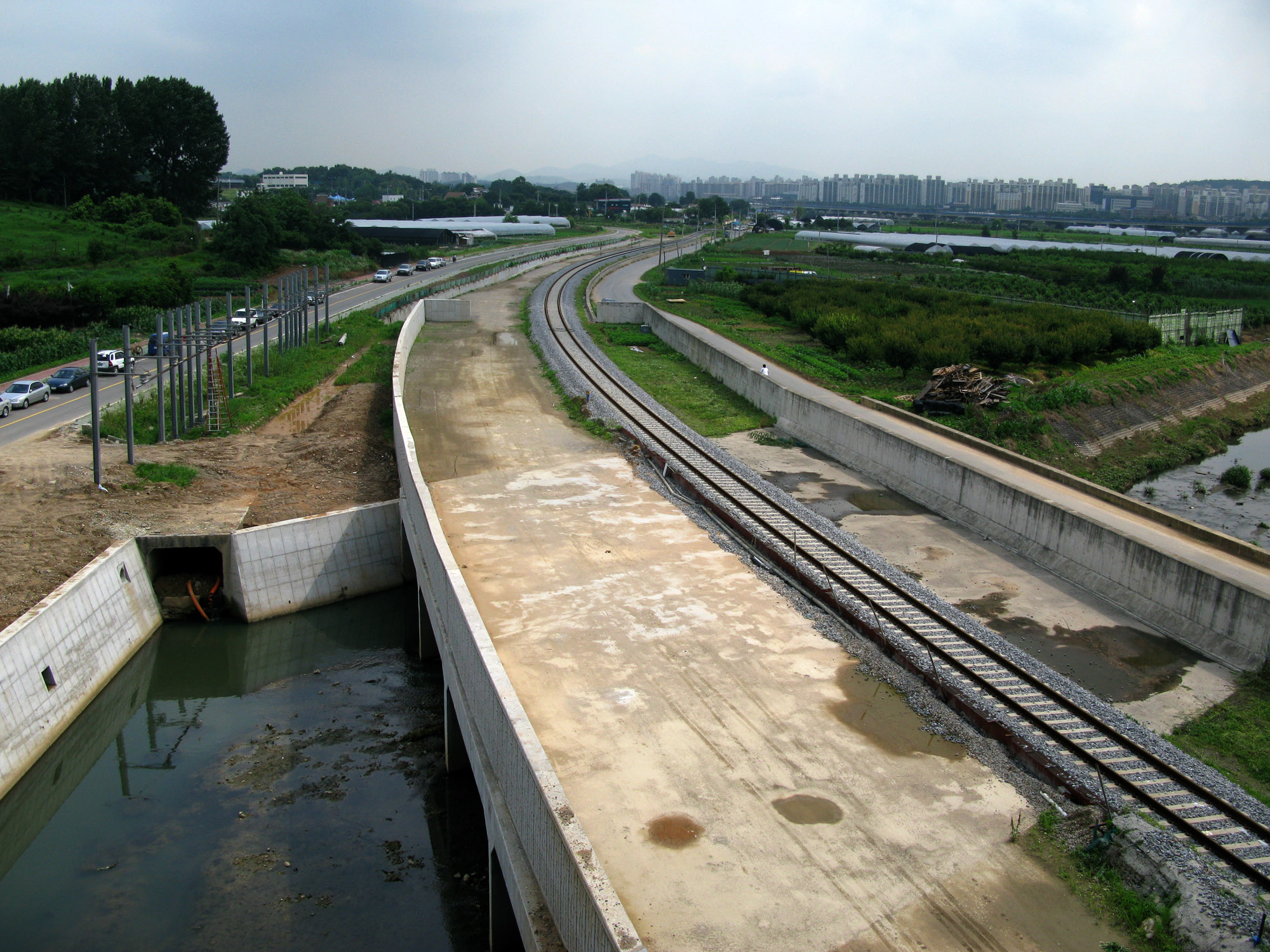
서울교외선 역 터
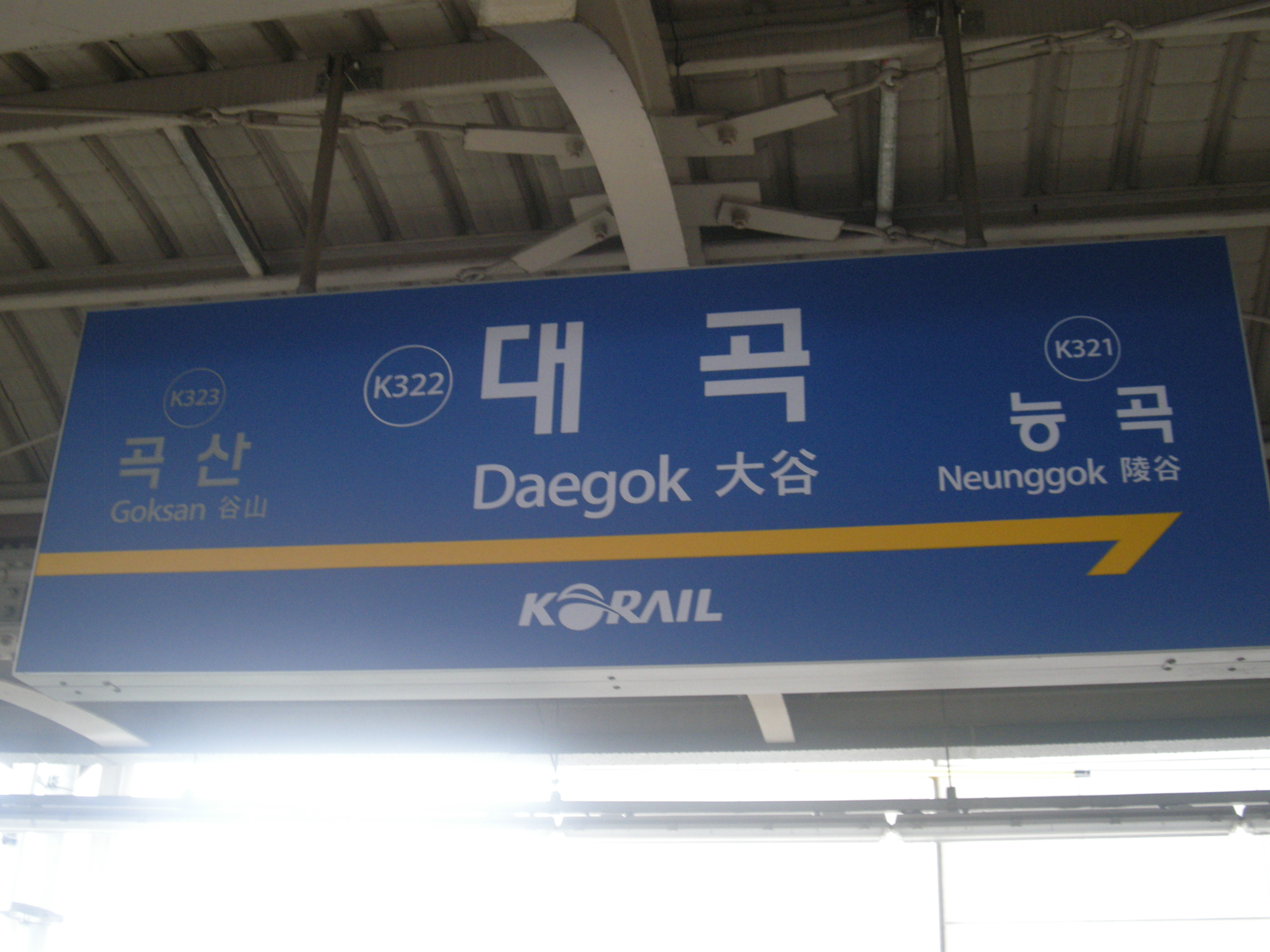
경의중앙선 역명판
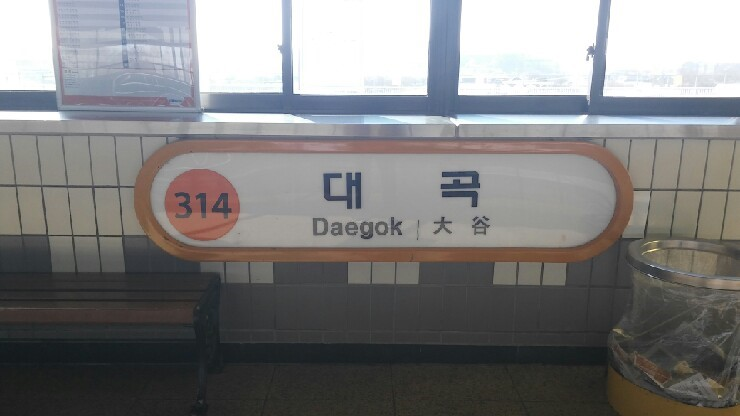
일산선 역명판
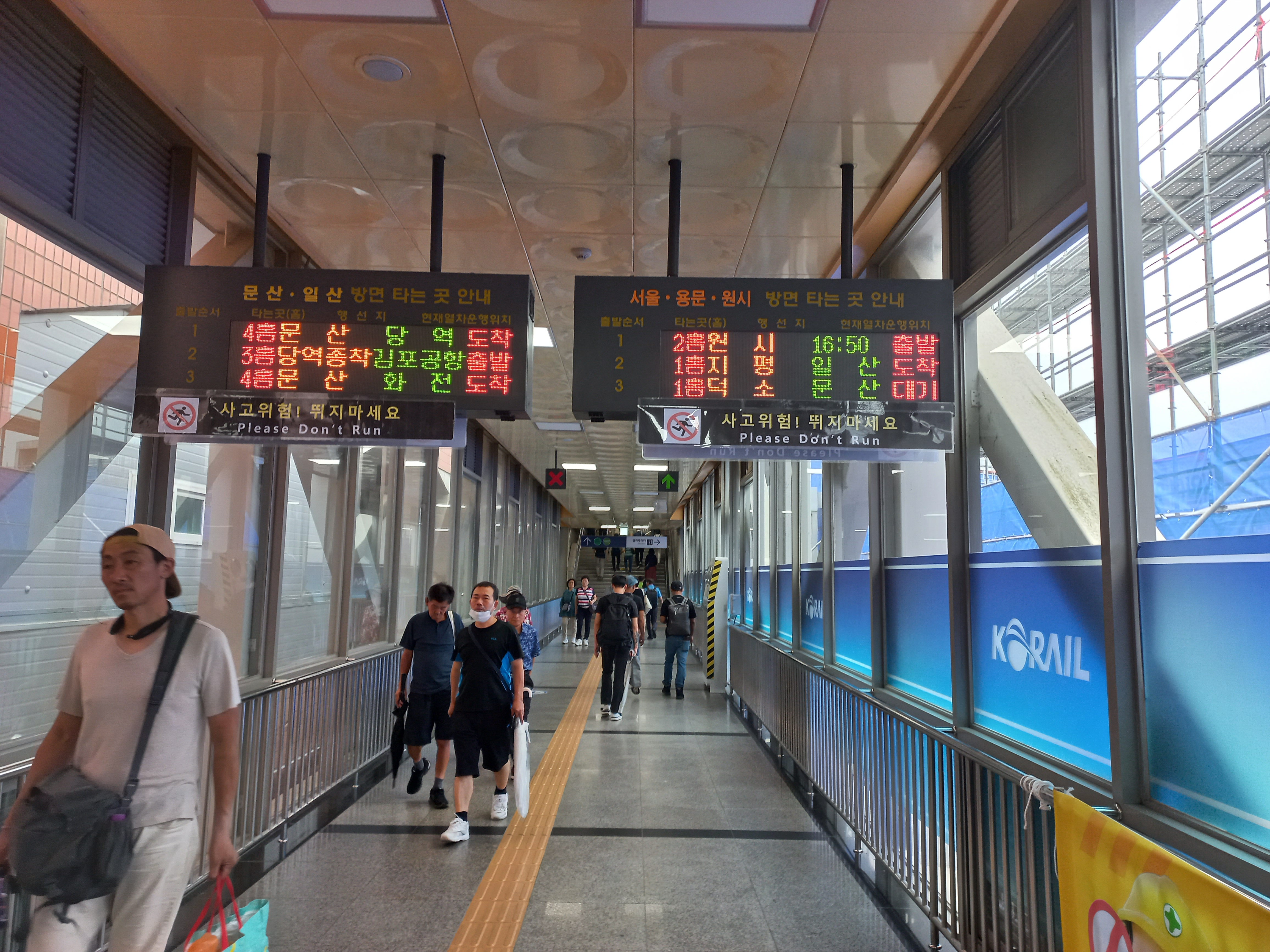
환승 통로
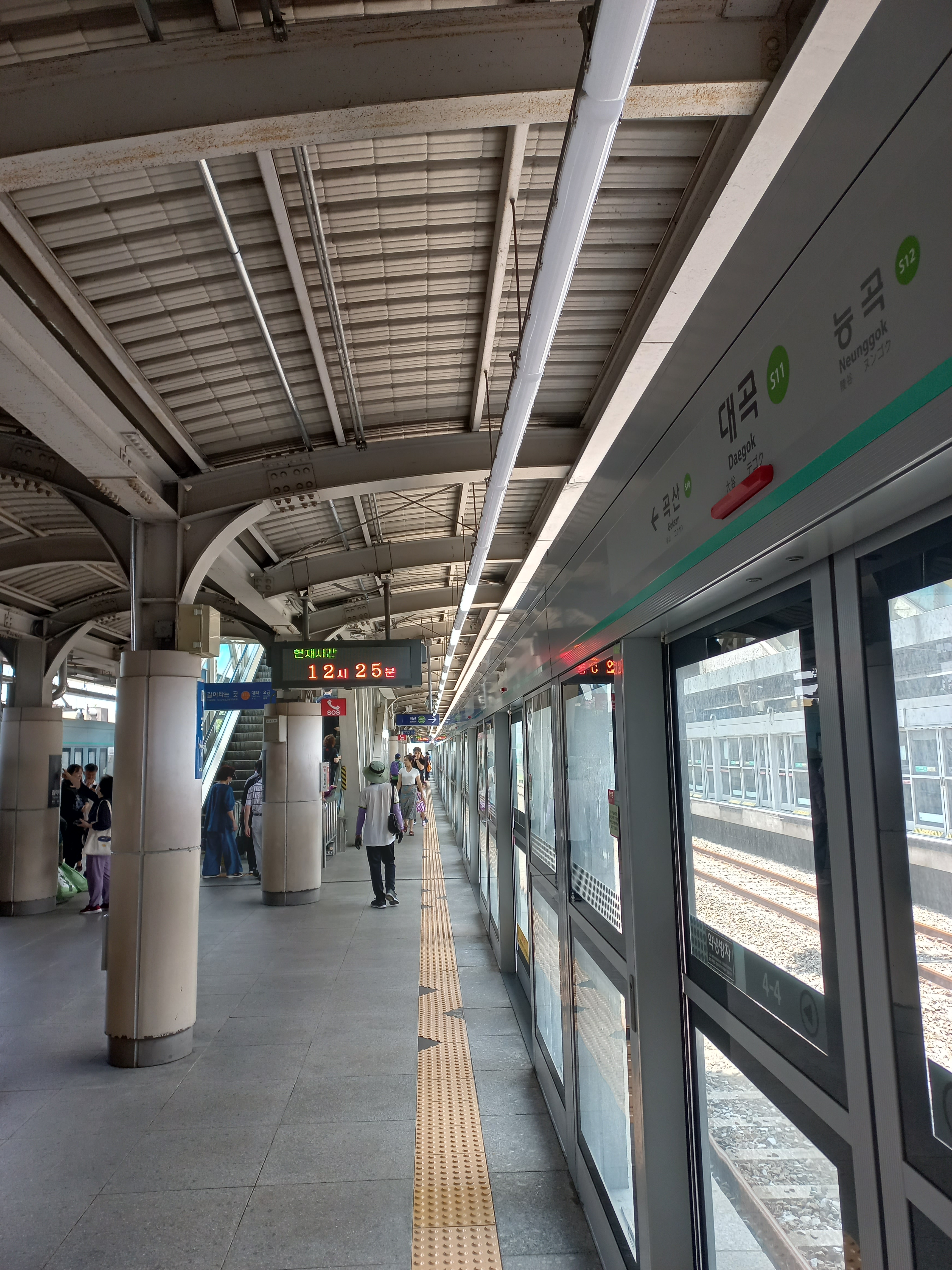
승강장2
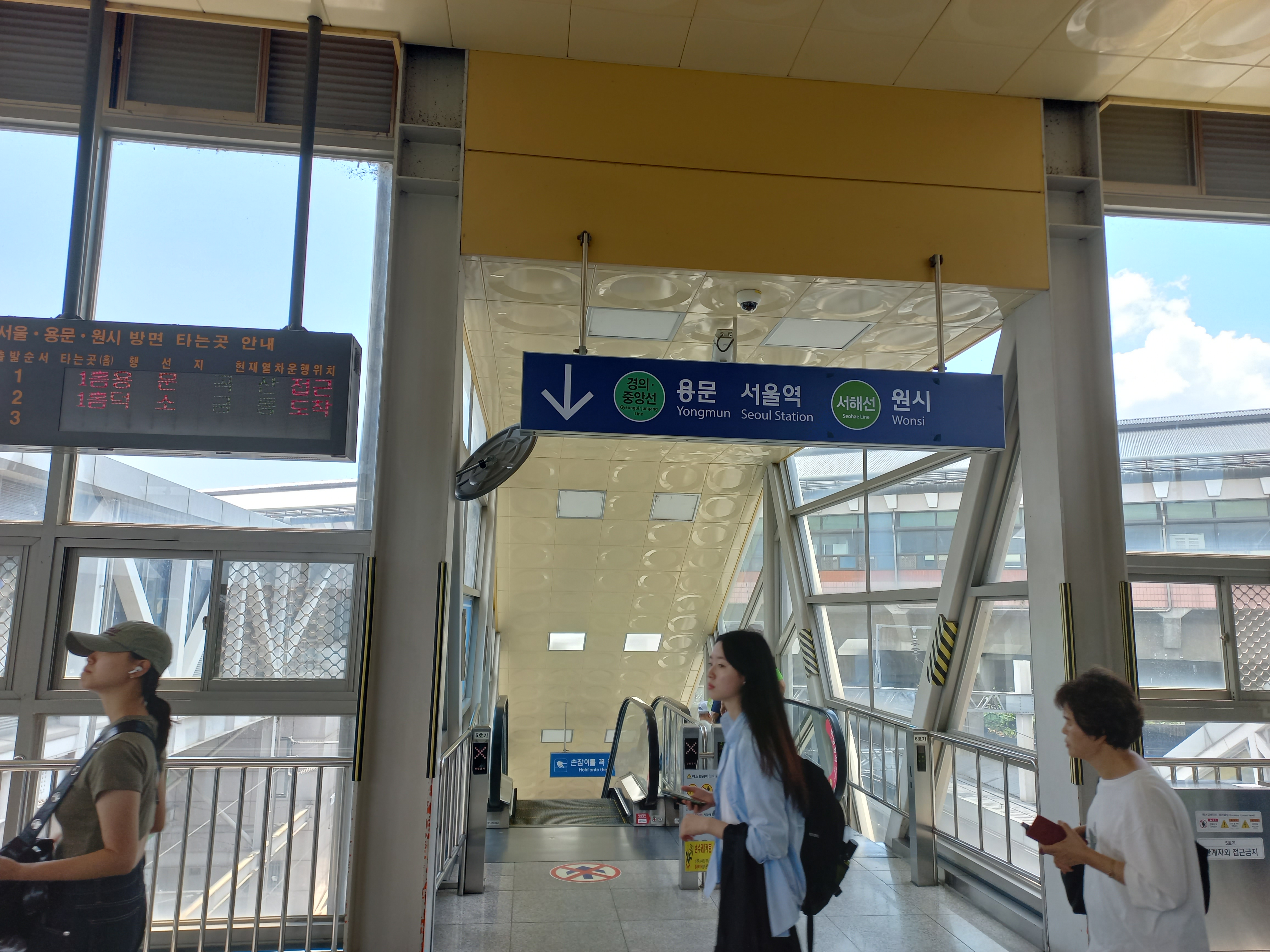
환승통로2
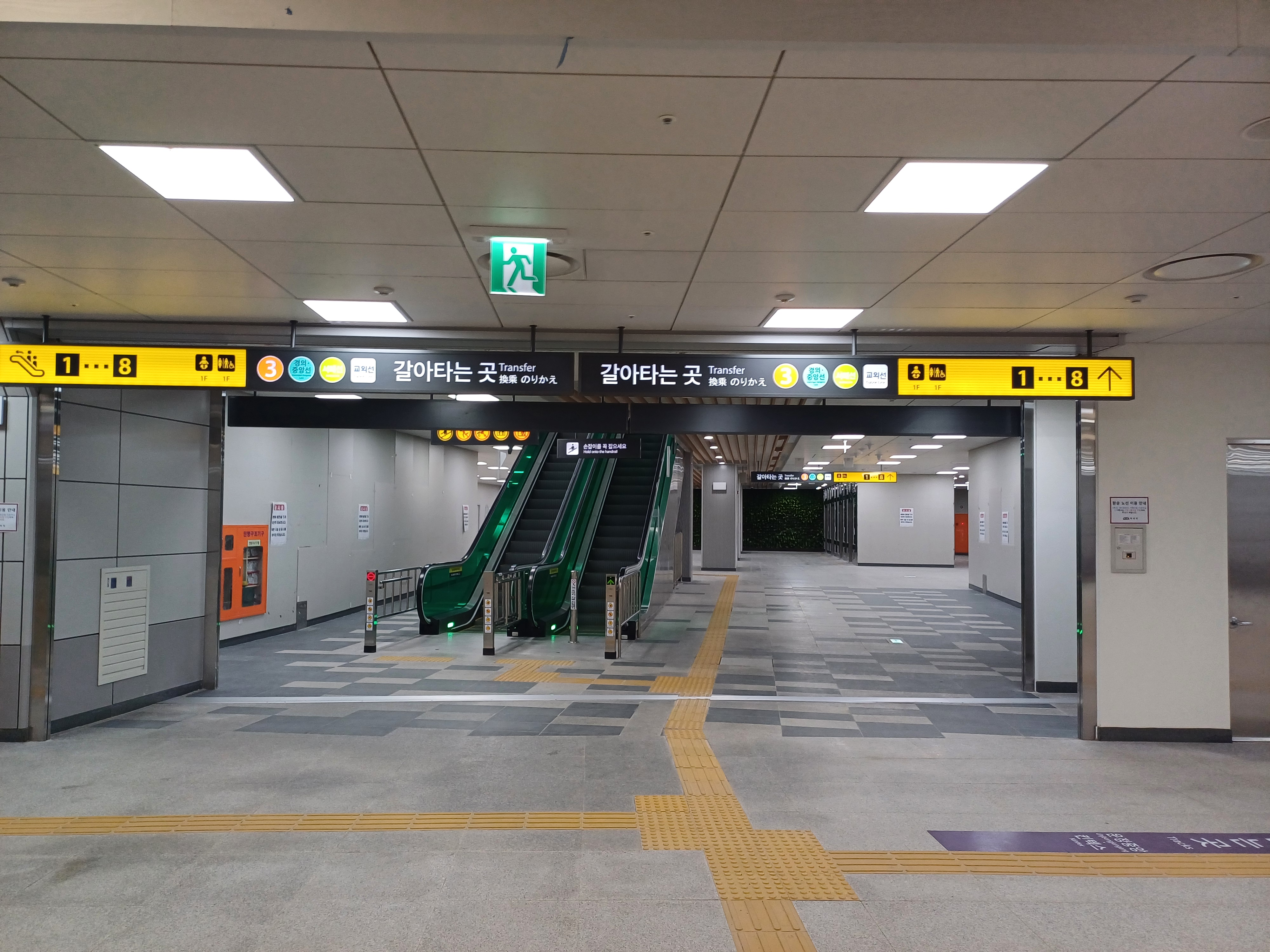
환승통로3
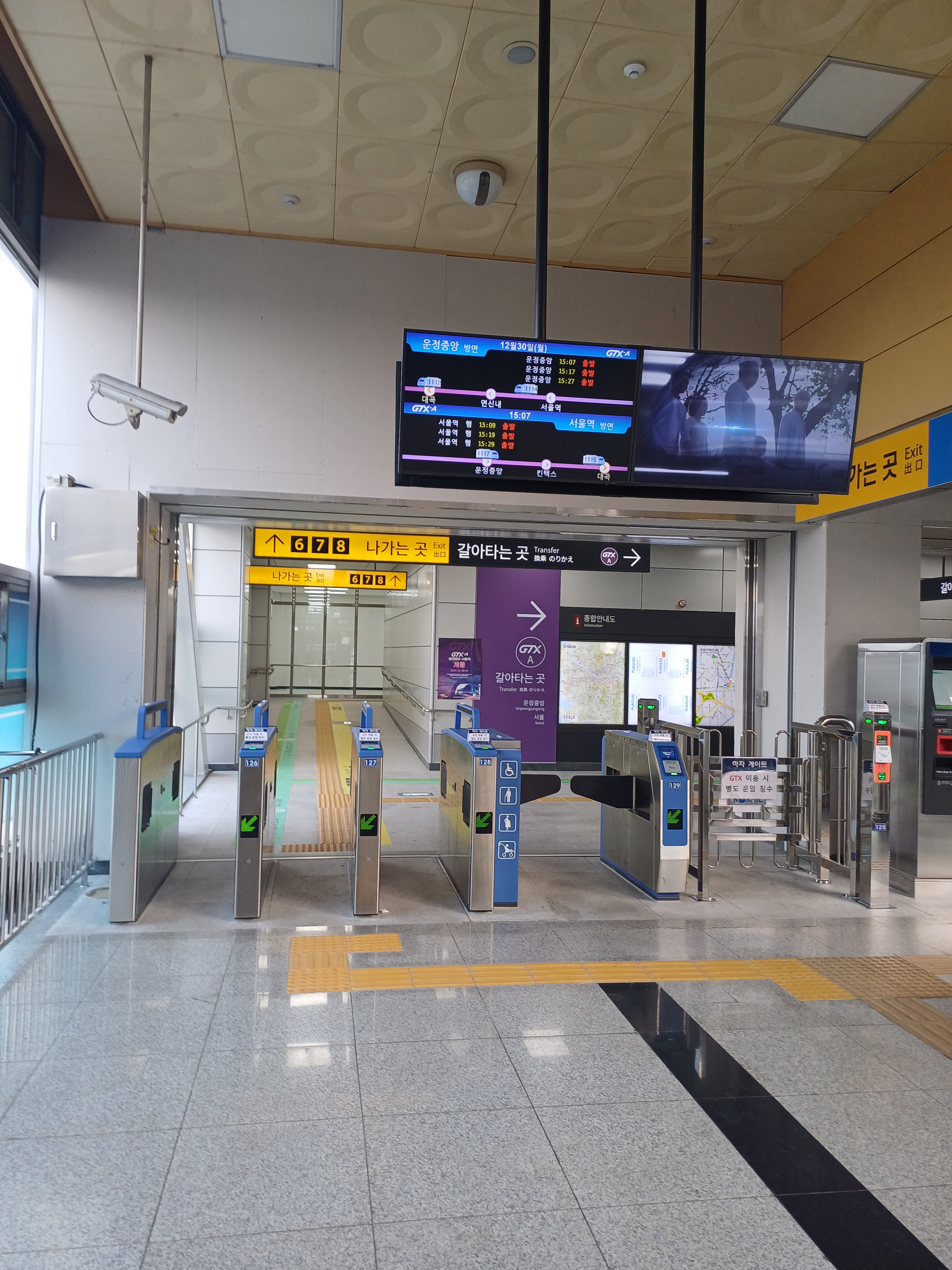
환승통로4
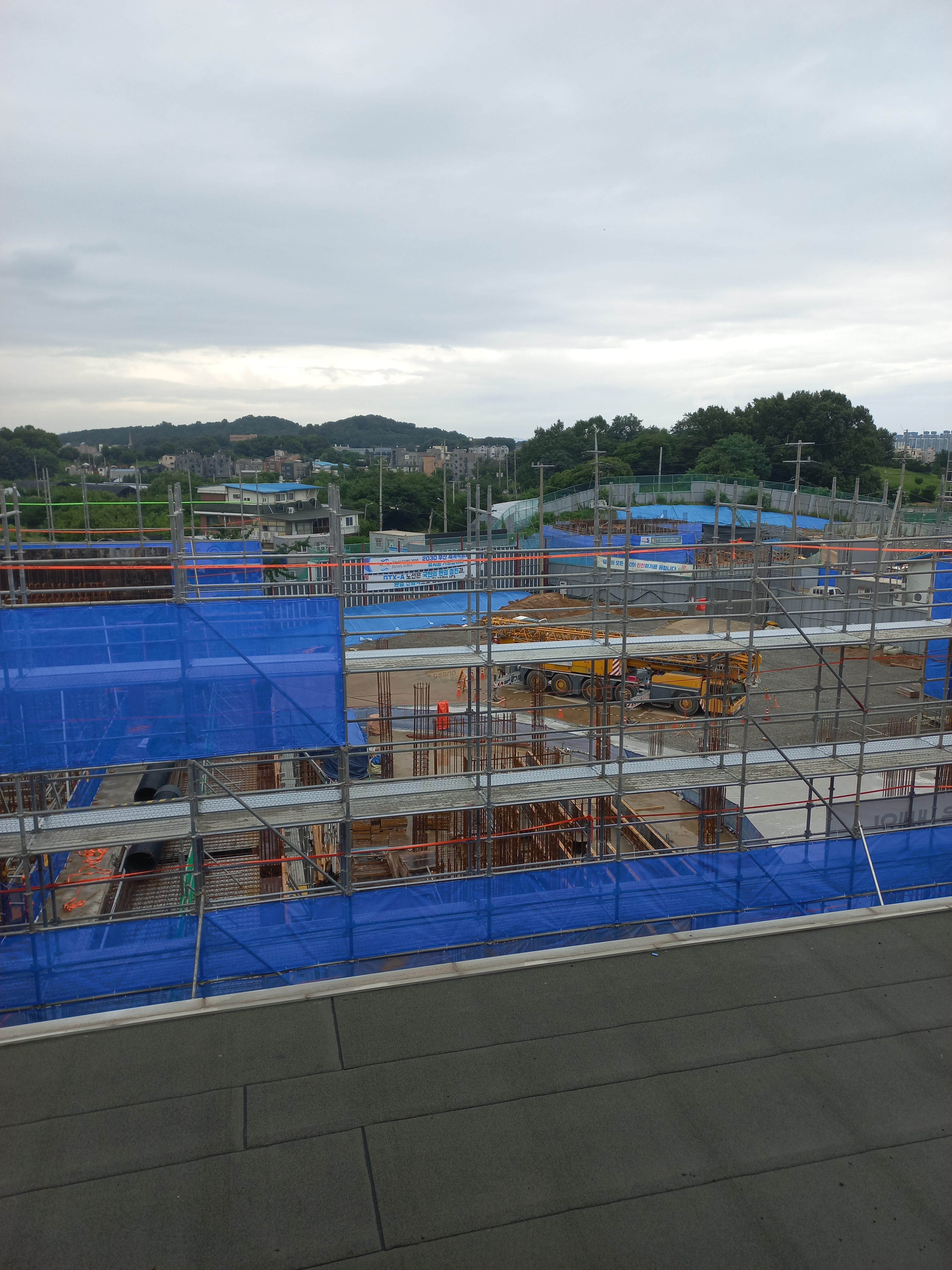
GTX-A(2023년)

## 이용객 변동
개찰구를 3호선과 경의·중앙선 구분없이 공동으로 사용하고 있어 모든 승차량이 일산선 승차량으로 간주된다.
| 노선  | 노선 | 일평균 인원수 (명/일) | 일평균 인원수 (명/일) | 일평균 인원수 (명/일) | 일평균 인원수 (명/일) | 일평균 인원수 (명/일) | 일평균 인원수 (명/일) | 일평균 인원수 (명/일) | 일평균 인원수 (명/일) | 일평균 인원수 (명/일) | 일평균 인원수 (명/일) | 각주                  | 각주                  | 각주                  | 각주  |
| 노선  | 노선 | 2000년                | 2001년                | 2002년                | 2003년                | 2004년                | 2005년                | 2006년                | 2007년                | 2008년                | 2009년                | 각주                  | 각주                  | 각주                  | 각주  |
| ----- | ---- | --------------------- | --------------------- | --------------------- | --------------------- | --------------------- | --------------------- | --------------------- | --------------------- | --------------------- | --------------------- | --------------------- | --------------------- | --------------------- | ----- |
| 3호선 | 승차 | 681                   | 954                   | 1,058                 | 1,092                 | 833                   | 881                   | 883                   | 872                   | 882                   | 914                   | [ 6 ]                 | [ 6 ]                 | [ 6 ]                 | [ 6 ] |
| 3호선 | 하차 | 435                   | 482                   | 571                   | 802                   | 648                   | 703                   | 711                   | 703                   | 720                   | 775                   | [ 6 ]                 | [ 6 ]                 | [ 6 ]                 | [ 6 ] |
| 노선  | 노선 | 일평균 인원수 (명/일) | 일평균 인원수 (명/일) | 일평균 인원수 (명/일) | 일평균 인원수 (명/일) | 일평균 인원수 (명/일) | 일평균 인원수 (명/일) | 일평균 인원수 (명/일) | 일평균 인원수 (명/일) | 일평균 인원수 (명/일) | 일평균 인원수 (명/일) | 일평균 인원수 (명/일) | 일평균 인원수 (명/일) | 일평균 인원수 (명/일) | 각주  |
| 노선  | 노선 | 2010년                | 2011년                | 2012년                | 2013년                | 2014년                | 2015년                | 2016년                | 2017년                | 2018년                | 2019년                | 2020년                | 2021년                | 2022년                | 각주  |
| 3호선 | 승차 | 843                   | 941                   | 1,021                 | 1,197                 | 1,312                 | 1,436                 | 1,536                 | 1,632                 | 1,696                 | 1,789                 | 1,457                 | 1,542                 | 1,902                 | [ 6 ] |
| 3호선 | 하차 | 647                   | 722                   | 782                   | 919                   | 1,004                 | 1,102                 | 1,169                 | 1,237                 | 1,303                 | 1,387                 | 1,130                 | 1,215                 | 1,529                 | [ 6 ] |

## 인접한 역
| 수도권 광역급행철도 A노선               | 수도권 광역급행철도 A노선                                   | 수도권 광역급행철도 A노선               |
| --------------------------------------- | ----------------------------------------------------------- | --------------------------------------- |
| X102 킨텍스 운정중앙 방면               | ● 수도권 광역급행철도 A노선                                 | X105 연신내 서울 방면                   |
| 일산선                                  |                                                             |                                         |
| 313 백석 대화 방면                      | ● 수도권 전철 3호선                                         | 315 화정 오금 방면                      |
| 경의선                                  |                                                             |                                         |
| K323 곡산 문산 방면 문산 방면 문산 방면 | ● 수도권 전철 경의·중앙선 본선 완행 중앙선 급행 지선 완행   | K321 능곡 지평 방면 용문 방면 서울 방면 |
| K324 백마 문산 방면 문산 방면           | ● 수도권 전철 경의·중앙선 경의선 본선 급행 경의선 지선 급행 | K320 행신 용문 방면 서울 방면           |
| 수도권 전철 서해선                      |                                                             |                                         |
| S10 곡산 일산 방면                      | ● 수도권 전철 서해선                                        | S12 능곡 원시 방면                      |
| 교외선                                  |                                                             |                                         |
| 시·종착역                               | 무궁화호 교외선                                             | 원릉 의정부 방면                        |